# The Christmas Burglars

The Christmas Burglars est un film muet américain réalisé par D. W. Griffith, sorti en 1908.

## Fiche technique
- Titre : The Christmas Burglars
- Réalisation et scénario : D. W. Griffith
- Société de production et de distribution : American Mutoscope and Biograph Company[1]
- Photographie : G. W. Bitzer
- Pays de production :  États-Unis
- Format[2] : Noir et blanc - Muet - 1,33:1 ou 1,37:1[3] - 35 mm[3],[4]
- Longueur de pellicule : 679 pieds (207 mètres[4])
- Durée : 11 minutes (à 16 images par seconde)[2]
- Date de sortie : 22 décembre 1908

## Distribution
Les noms des personnages proviennent de l'Internet Movie Database.
- Florence Lawrence : Mme Martin
- Adele DeGarde : Margie, la fille de Mme Martin
- Marion Leonard : une cliente
- Gladys Egan
- Mack Sennett : un des assistants de Mike
- Arthur V. Johnson : un des assistants de Mike
- Charles West
- John R. Cumpson
- Charles Inslee : Mike McLaren[3],[5]
- George Gebhardt : un des assistants de Mike[3],[5]
- Jeanie Macpherson : une cliente[3],[5]
- Tom Moore : un client[3],[5]
- Harry Solter : un des assistants de Mike[5]

## Production
Les scènes du film ont été tournées les 28 et 30 novembre 1908 dans le studio de la Biograph à New York ainsi que sur la Huitième Avenue et la Douzième rue dans Greenwich Village.